# Sol metróállomás
Sol metróállomás Spanyolország fővárosában, Madridban a madridi metró 1-es vonalán található és érinti a Cercanías Madrid hármas és négyes vonala is.

## Metró- és Cercanías vonalak
Az állomást az alábbi metróvonalak érintik:
- 1-es metróvonal
- 2-es metróvonal
- 3-as metróvonal

## Kapcsolódó állomások
A metróállomáshoz az alábbi állomások vannak a legközelebb:
- Gran Vía (Pinar de Chamartín, 1-es metróvonal)
- Sevilla (Las Rosas, 2-es metróvonal)
- Callao (Moncloa, 3-as metróvonal)
- Tirso de Molina (Valdecarros, 1-es metróvonal)
- Ópera (Cuatro Caminos, 2-es metróvonal)
- Lavapiés (Villaverde Alto, 3-as metróvonal)